# Тихвинская церковь (Глухово)
Церковь Тихвинской иконы Божией Матери (Тихвинская церковь) — недействующий православный храм в селе Глухово Дмитровского городского округа Московской области. Построена в XVIII веке. Объект культурного наследия федерального значения.

## История
Церковь выстроена в усадьбе Глухово-Богородское, которая с 1624 года принадлежала князьям Оболенским. Построена в 1778 году (по другим данным, перестроена из более старой церкви в 1775 году). В 1864 году кардинально перестроена, изменены декор и интерьеры. В 1882 году по заказу А. А. Оболенской сооружена колокольня по проекту архитектора Сергея Родионова (до этого колокола располагались на деревянных столбах).
В советский период верхние ярусы колокольни разрушены, в помещении церкви была совхозная мельница.
С 2017 года ведётся реставрация, поблизости возведена временная часовня.

## Архитектура
Церковь выстроена из кирпича, многие элементы белокаменные. Композиция церкви трёхчастная, восходит к традициям XVII века. Основной объём — небольшой восьмерик на четверике. В основании восьмерика расположены ступенчатые тромпы, в его стенах — голосники. Алтарь снаружи трёхчастный, внутри имеет гранёную форму с экседрами. Трапезная небольшая, бесстолпная, под ней находится семейная усыпальница в полуподвале. Декор середины XIX века в национальном стиле, с мотивами XVII века, выполнен из белого камня и в лепной технике. Декоративные элементы крупные, сильно рельефные. Оригинально завершение храма в виде стропильного шатра и покрытие граней восьмерика в виде щипцов. Внутренний декор близок к внешнему, в частности, наличники на окнах второго света. Нижние окна имеют мраморные подоконники. Не сохранились иконостас и стенные росписи.